# Biskuplje
Biskuplje (cyr. Бискупље) – wieś w Serbii, w okręgu braniczewskim, w gminie Veliko Gradište. W 2011 roku liczyła 389 mieszkańców.